# Miriam Teresita Chehaibar
Miriam Teresita Chehaibar Náder (1960) es una botánica, curadora y profesora mexicana, que desarrolla actividades de investigación y académicas en el "Departamento de Biología" de la Universidad Autónoma Metropolitana. Ha trabajado extensamente con el género Mimosa.

## Algunas publicaciones
- miriam teresita chehaibar Nader. 1988. Estudio taxonómico de la serie Xantiae y especies afines del género Mimosa (Leguminosae). Editor Universidad Nacional Autónoma de México, 214 pp.

- ------------------------------------------------. 1982. Tipos de vegetación y su distribución en el estado de Tabasco y norte de Chiapas. Ávila y A. Gómez-Pompa (Eds.) CECSA

- La abreviatura «Chehaibar» se emplea para indicar a Miriam Teresita Chehaibar como autoridad en la descripción y clasificación científica de los vegetales.[5]